# Accord de Kigali
Protocole de Montréal (1985)
L'accord de Kigali est un amendement au Protocole de Montréal : faisant suite à l'interdiction des gaz de type chlorofluorocarbure (CFC) convenue en 1985, il prévoit l'abandon progressif des gaz de type hydrofluorocarbures (HFC) .
Il a été adopté à l'occasion de la vingt-huitième Réunion des parties au protocole de Montréal tenue le 15 octobre 2016 à Kigali. les Parties sont parvenues à un accord sur une réduction progressive de la consommation et de la production des HFC. Formellement, il s'agit de la décision XXVIII/1, modifiant le Protocole (l’Amendement de Kigali) .
L’Amendement de Kigali est un accord international juridiquement contraignant conçu pour créer des droits et des obligations en droit international. L’Amendement n’est juridiquement contraignant pour une Partie que s’il est entré en vigueur à l’égard de celle-ci
En date du 24 juillet 2020, 99 États et l'Union européenne avaient ratifié l'amendement.

## Contexte
De nombreux produits industriels, notamment les pompes à chaleur qui fonctionnent grâce à un fluide frigorigène et la propulsion d'aérosols, nécessitent des fluides non inflammables, capables de passer facilement de l'état gazeux à l'état liquide et ayant une importante chaleur latente.
Historiquement, les chlorofluorocarbures (CFC) étaient utilisés dans ces applications, mais on découvre dans les années 1970 l'effet délétère de ces gaz sur la couche d'ozone, ce qui est récompensé par un prix Nobel de chimie en 1995. Le protocole de Montréal, signé en 1985 par de nombreux États et entré en vigueur en 1989, décide de l'élimination des CFC. L'usage des hydrofluorocarbures (HFC) se développe alors en remplacement.
Cependant, si ces gaz épargnent la couche d'ozone, ils sont de puissants gaz à effet de serre. Leur durée de vie dans l'atmosphère est assez courte, mais ils filtrent très fortement les infrarouges : par exemple, le HFC-23 a un potentiel de réchauffement global (PRG) à 100 ans de 12400. Il apparait donc qu'éliminer les émissions de ces gaz pourrait limiter sensiblement, et à court terme, le réchauffement climatique.

## Contenu de l'accord
Le Protocole de Montréal crée un régime distinct pour les pays en développement.
L'Accord de Kigali, quant à lui, divise les États en 4 groupes:
1. Parties "article 5 - Groupe 1"
2. Parties "article 5 - Groupe 2" : Bahreïn, l’Inde, l’Iran, l’Irak, le Koweït, Oman, le Pakistan, le Qatar, l’Arabie Saoudite, et les Émirats arabes unis.
3. Parties "non-article 5"
4. Parties "non-article 5 : Belarus, fédération de Russie, Kazakhstan, Tadjikistan, Ouzbékistan"

1. Les Parties non-article 5 n’ont pas de phase de gel de leur consommation ; La première mesure de contrôle qui leur est appliquée est une réduction de 10%, ou de 5%.
Les États sont divisés en trois groupes. Le premier groupe, qui comprend les « vieux » pays industrialisés, s'engage à réduire de 45 % l'usage des hydrofluorocarbures (HFC) d'ici 2024 et de 85 % d'ici 2036, par rapport à la période 2011-2013 servant de référence. Un second groupe, qui inclut notamment la Chine et le Brésil, s'engage à réduire sa consommation de 80% d'ici 2045. Enfin, cette échéance est portée à 2047 pour le reste des pays, notamment l'Inde et les pays du Golfe, qui sont de gros consommateurs de climatisation.
De plus, les Parties ayant connu en moyenne au moins deux mois par an, pendant 10 années consécutives, des pics de température moyenne mensuelle supérieure à 35 degrés Celsius peuvent demander une dérogation. Ces pays sont : Algérie, Arabie saoudite, Bahreïn, Bénin, Burkina Faso, Côte d’Ivoire, Djibouti, Égypte, Émirats arabes unis, Érythrée, Gambie, Ghana, Guinée, Guinée-Bissau, Iran (république islamique d’), Irak, Jordanie, Koweït, Libye, Mali, Mauritanie, Niger, Nigeria, Oman, Pakistan, Qatar, République arabe syrienne, République centrafricaine, Sénégal, Soudan, Tchad, Togo, Tunisie et Turkménistan)

## Effets attendus
Selon le ministère du développement durable français, l'accord évitera d'ici 2050 l'émission de l'équivalent de 72 milliards de tonnes équivalent CO2 de gaz à effet de serre. Sans cet accord, les HFC auraient pu voir leur contribution au réchauffement climatique anthropique augmenter jusqu'à 20 % en 2050.
Les hydrofluoroléfines (HFO) sont pressentis comme substituts des HFC. Ainsi le HFO-1234yf, sustitut du R-134a, a un PRG environ 80 fois plus faible que ce dernier, tout en n'ayant aucun impact sur l'ozone.